# The Queen of Air and Darkness
The Queen of Air and Darkness este un roman fantastic de scriitorul englez T. H. White. Este a doua carte din seria sa epică, The Once and Future King. Continuă povestea proaspăt încoronatului Rege Arthur, învățăturile pe care le primește de la înțeleptul Merlyn, războiul său cu Regele Lot și introduce clanul Orkney, un grup de personaje care doresc căderea regelui.
A doua carte originală a seriei a fost intitulată The Witch in the Wood și a apărut în 1939.  În mare parte prezintă aceeași intrigă ca și cartea care a înlocuit-o, The Queen of Air and Darkness, dar este în mod substanțial mai lungă și cea mai mare parte a textului este diferită.

## Vezi și
- The Queen of Air and Darkness (nuvelă)